# Olisdeilys Menéndez
Osleidys Menéndez, née le 14 novembre 1979 à Martí (Cuba), est une athlète cubaine spécialiste du lancer du javelot.

## Palmarès

### Jeux olympiques
- Médaille de bronze au lancer du javelot aux Jeux olympiques d'été de 2000 à Sydney
- Médaille d'or au lancer du javelot aux Jeux olympiques d'été de 2004 à Athènes
- 6e au lancer du javelot aux Jeux olympiques d'été de 2008 à Pékin

### Championnats du monde d'athlétisme
- Médaille d'or au lancer du javelot aux Championnats du monde d'athlétisme 2001 à Edmonton
- Médaille d'or au lancer du javelot aux Championnats du monde d'athlétisme 2005 à Helsinki. Le 14 août 2005, Osleidys Menéndez bat le record du monde du lancer du javelot féminin lors de la finale du concours : 71.70 mètres. Ce jet lui donne le titre mondial 2005.

### Jeux panaméricains
- Jeux Panaméricains de 1999 à Winnipeg ( Canada)
  -  Médaille d'or au lancer du poids
- Jeux Panaméricains de 2003 à Saint-Domingue ( République dominicaine)
  -  Médaille de bronze au lancer du javelot
- Jeux Panaméricains de 2007 à Rio de Janeiro ( Brésil)
  -  Médaille d'or au lancer du javelot